# Pierre Sue
Pour les articles homonymes, voir Sue.
Pierre Sue, né le 28 décembre 1739 à Paris et mort le 28 mars 1816 à Paris, est un médecin et chirurgien français. Il est le fils de Jean Sue (1699-1762), également chirurgien.

## Biographie
Reçu maître en chirurgie en 1763, il succéda à son père dans la charge de chirurgien de la Ville de Paris. En 1767, il fut nommé professeur et démonstrateur à l'École pratique.
Lorsque l'enseignement médical fut rétabli après la Révolution, Sue obtint en 1794 la place de bibliothécaire lors de l'institution de l'École de Santé de Paris (ultérieurement Faculté de médecine de Paris). La chaire de bibliographie lui fut confiée avec pour charge l'enseignement de la bibliographie médicale.
En 1808, il passa à la chaire de médecine légale.
Il occupe également la fonction de Président de l'école de médecine, au moins de 1809 à 1810,,,.
Il publia divers travaux de littérature médicale.
Il a également rédigé des tables analytiques pour divers ouvrages, notamment l'édition de Buffon continuée par Sonnini ainsi qu'un mémoire historique, littéraire et critique sur la vie et les ouvrages tant imprimés que manuscrits de Jean Goulin (Éditions Paris, Blanchon, 1800).

## Œuvres
- Histoire du galvanisme ; et analyse des différens ouvrages publiés sur cette découverte, depuis son origine jusqu'à ce jour, 1802-1805 (Lire en ligne)
- Lettre à M. ***, professeur d'anatomie et de chirurgie dans l'université de ***, en réponse à une lettre anonyme insérée dans le Journal de Médecine du mois de juin, au sujet d'une prétendue invention de M. Bauve, maître en chirurgie de Paris, 1771
- Dictionnaire portatif de chirurgie
- Éloge historique de M. Devaux, avec des notes et un extrait raisonné de ses différens ouvrages, 1772
- Réflexions d'un vieux patriotes sur les affaires présentes, 1772
- Éloge de Louis XV, 1774,
- Extrait des Mémoires littéraires et critiques sur la médecine, no 8, avec des corrections et additions approuvées, 1776
- Mémoire sur l'anévrisme de l'artère crurale - extrait du Journal de Médecine, juillet 1776
- La pratique moderne de la chirurgie, par M. Ravaton, etc., publiée et augmentée par M. Sue le jeune, 1776
- Précis historique sur la vie et les ouvrages de M. Passemant, ingénieur du roi, 1778
- Essais historiques, littéraires et critiques sur l'art des accouchemens, 1779
  - Cet ouvrage devait être augmenté de recherches historiques, littéraires et critiques sur la première éducation, tant physique que morale, des enfans chez les anciens et les modernes.
- Consultation sur cette question maçonnique : un aveugle peut-il être reçu maçon?, 1782
- Deux discours sur la maçonnerie, 1784
  - dont la Réunion des amis intimes
- Examen d'un ouvrage intitulé :  Nouvelles instructions bibliographiques, historiques et critiques de médecine, chirurgie et pharmacie, etc., 1786
- Notice sur M. Louis, 1792
- Rapport sur un ouvrage intitulé : Mémoires de la Société médicale d'émulation, etc., fait à la Société de Médecine, le 7 floréal an VI.
- Éloge de Pierre-Isaac Poissonnier, prononcé à la séance publique de la Société de Médecine, le 22 brumaire an VII.
- Aperçu général, appuyé de quelques faits sur l'origine et le sujet de la médecine légale, lu à la cinquième séance publique de la Société de Médecine, le 22 pluviose an VIII[5].
- Mémoire historique, littéraire et critique sur la vie et les ouvrages tant imprimés que manuscrits de Jean Goulin, professeur d'histoire de la médecine à l'École de Médecine de Paris., an VIII[6].
- Mémoire sur l'état de la chirurgie à la Chine, suivi d'une correspondance à ce sujet avec un missionnaire de Pékin., an IX[7]
- Commentaires littéraires sur quelques passages des lettres de Sénèque le philosophe, relatifs à la médecine.
- Éloge historique de Marie-François-Xavier Bichat, prononcé le 14 germinal an XI[8].
- Observations, remarques et réflexions sur quelques maladies des os, 1803
- Notice sur quelques manuscrits de feu Bernard Peyrilhe.
- Notice et extrait raisonné d'un livre devenu si rare, qu'on n'en connaît que deux ou trois exemplaires, avec des notes historiques, littéraires et critiques, 1807
- Tables alphabétiques et raisonnées des auteurs et des matières de l'ouvrage de M. Cabanis, qui a pour titre : Rapports du physique et du moral de l'homme, 1805
- Tables analytiques et raisonnées des matières et des auteurs, pour la nouvelle édition de l'histoire naturelle de Buffon, rédigées par C.S. Sonnini, 1808.